# 21417 Келейгарріс
21417 Келейгарріс (21417 Kelleyharris) — астероїд головного поясу, відкритий 20 березня 1998 року.
Тіссеранів параметр щодо Юпітера — 3,628.